# ジョルジュ・スコット
ジョルジュ・スコット (フランス語: Georges Scott、1873年6月10日 - 1943年1月10日) はフランスの画家、イラストレーター、従軍記者。
彼は第一次世界大戦時の戦争画でよく知られており、その作品は47年間にわたって新聞の「イリュストラシオン」に掲載された。彼は作品の署名に出生名のベルタン（bertin）も使った。

## 経歴
彼は出生名をジョルジュ・ベルタン・スコット・ド・プラニョールといい、1873年にパリ6区で生まれた。父親のアンリ・ルイ・スコット・ド・プラニョール（1849-1884）も画家であり、主にイラストレーターとして、アンリ・スコット (Henry Scott) 名義で『ル・モンド・イリュストレ』などの定期刊行物を中心に活動した（→アンリ・スコットの作品）。妻は出生名をソフィー・エロイーズ・ブリエール（Sophie Héloïse Brière）といい、のちに歌手で女優のネリー・マルティルとして有名になった。1909年7月12日、ジョルジュは看護師として従軍していたネリーとパリ9区で結婚した。

彼はパリのエコール・アルザシエンヌで学び、その頃から多くの絵を描いた。
わたしはいつも絵を描いていました[...]。父は画家でイラストレーターでした。わたしはアトリエで生まれました。—ジョルジュ・スコット
1884年に父親が死去すると、パリ国立高等美術学校で学び、その後エドゥアール・デタイユに師事し、1897年にはフランス芸術家協会の会員となった。父親と同じように「ル・モンド・イリュストレ」「ココリコ (フランスの雑誌)」、「イリュストラシオン」などの様々な定期刊行物で働き、1892年3月19日、19歳で最初の素描『アンデルリュの大惨事』を発表した。その後、彼は雑誌「ジュセトウ」の表紙画を描いた。
1911年、陸軍大臣アドルフ・メッシミはスコットとデタイユにフランス陸軍の制服の改良を依頼した。けっきょく彼らの案は採用されなかったものの、その一部は1912年3月刊行の「イリュストラシオン」や1912年4月28日の「Le Sport universel illustré」などの新聞に掲載された。1912年には同紙の従軍記者として、ブルガリア陸軍と共に第一次バルカン戦争を取材した。1913年7月、第二次バルカン戦争のためにトラキアに戻り、ギリシャ陸軍と共にギリシャ国王コンスタンティノス1世に謁見した。翌年の1913年9月にギリシャ国王はパリを訪問する際スコットのアトリエを訪れ、翌1914年春にアテネで完成することとなる、制作中だった自身の騎馬肖像画を見た。なお、この絵は現在アテネ大統領官邸の正面玄関ホールに飾られている。
1914年の夏、スコットはジェマル・パシャの肖像画を描くためにコンスタンティノープルにいた。ふたたび動員令が発せられると、彼はパリに戻り、従軍記者として派遣先のアルザスとの国境で最初に描いた絵『通らない！』は、1914年8月8日発行のイリュストラシオンに掲載された。1916年からは従軍画家として、彼は前線を表す多数のプレート、ポストカードのイラスト、志願兵募集ポスター、兵営の劇場スケッチを制作し、クロワ・ド・ゲール勲章を受勲。戦間期にはイギリス王ジョージ5世の肖像画や、1926年にムッソリーニの騎馬肖像画を描いた。その後、スペイン内戦と第二次世界大戦の開戦を取材し、同紙の1939年12月30日号に掲載された彼の最後の絵を描いた。
1912年にレジオンドヌール勲章の騎士に任命され、1928年には同章の将校に昇進した。
彼は1943年にパリで死去し、モンパルナス墓地の第26区に埋葬された。

## ギャラリー

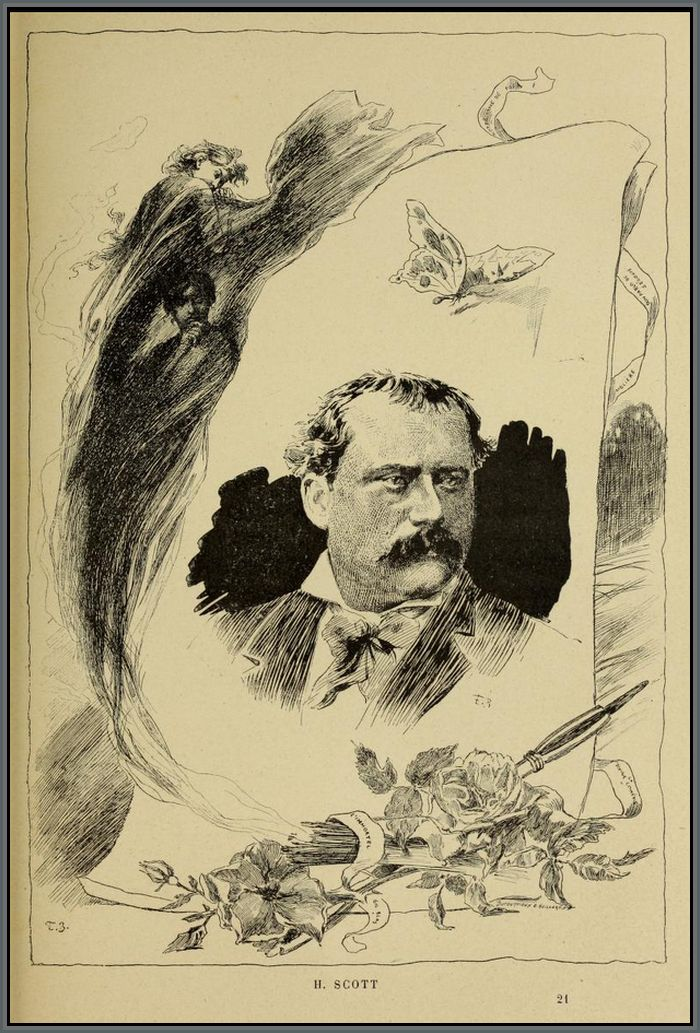
父親のアンリ （E・バヤール（子）画）
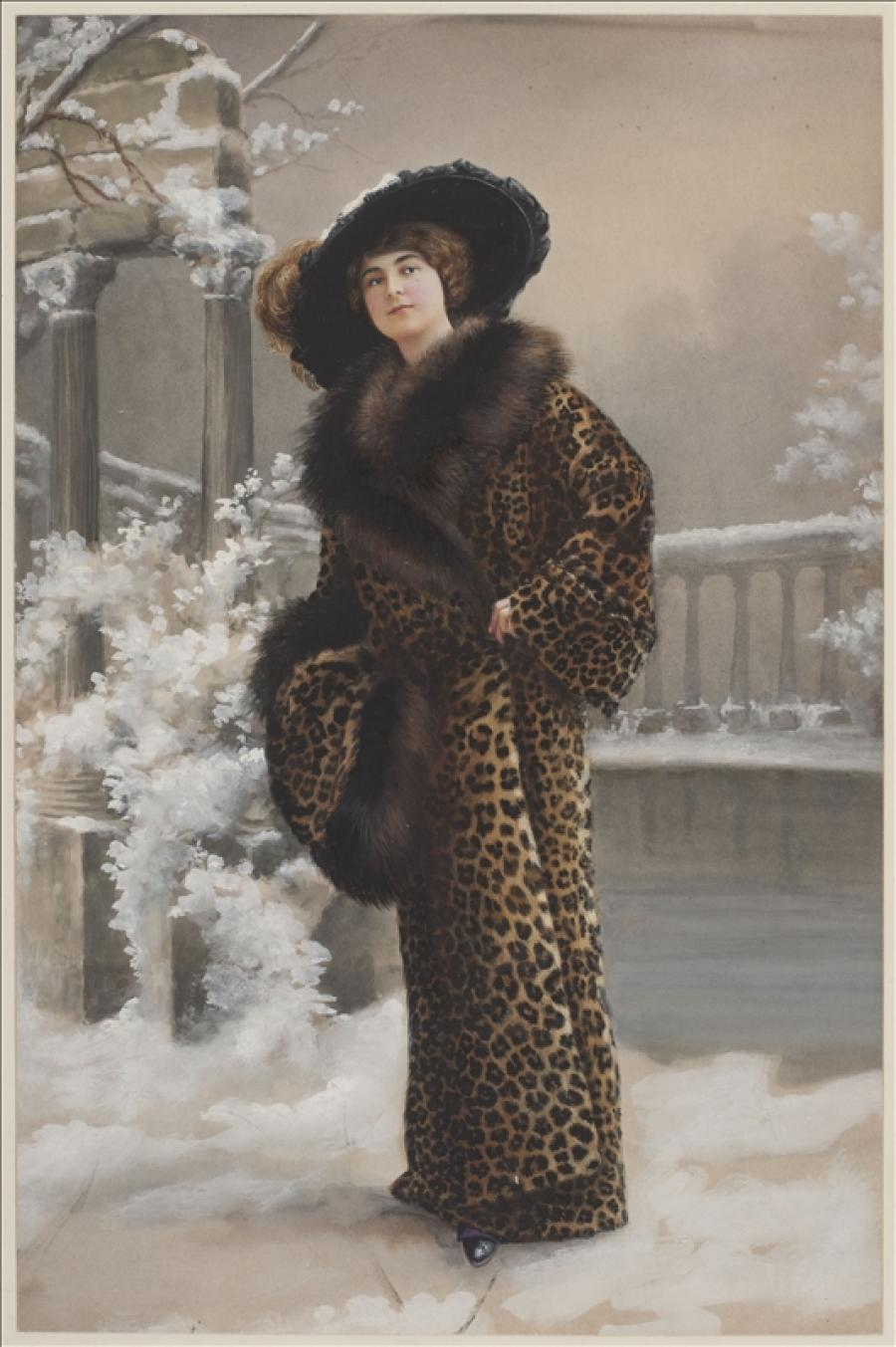
妻ネリーの舞台写真 （1908年）
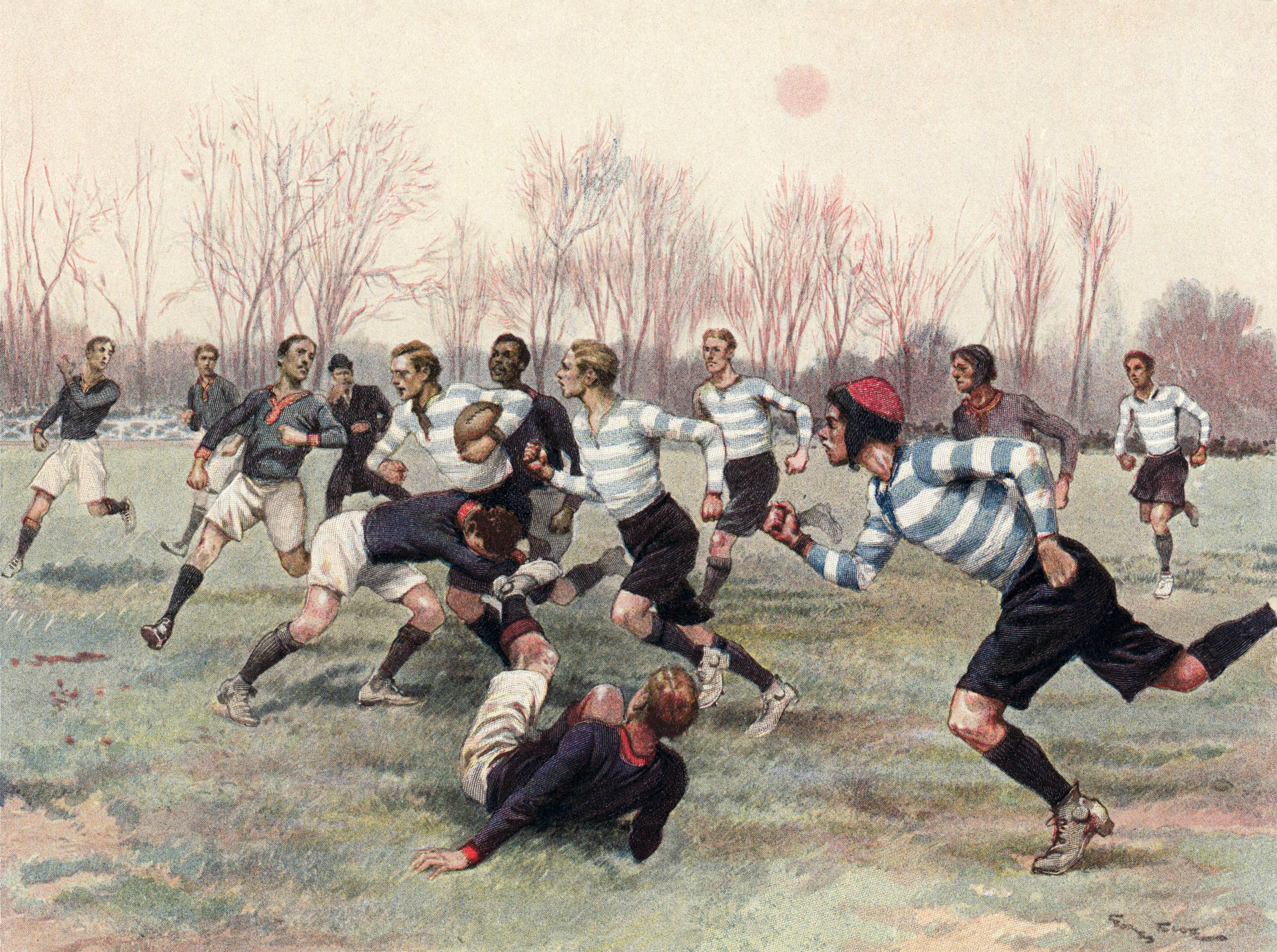
『スタッド・フランセとラシン92の試合』 （1906年）
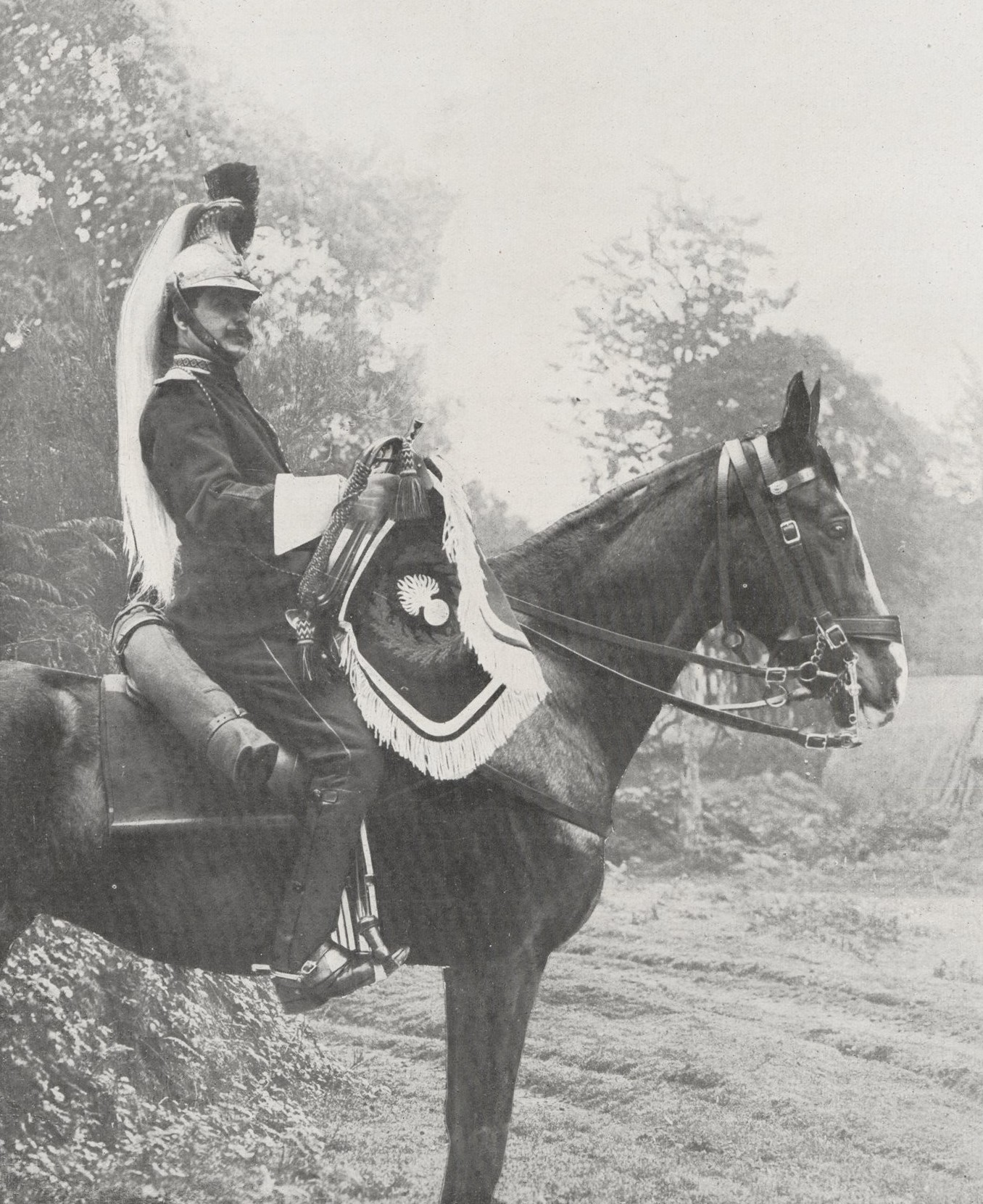
スコット考案の軍服 （1912年）
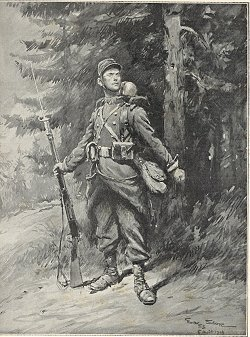
『通らない！』 （1914年）

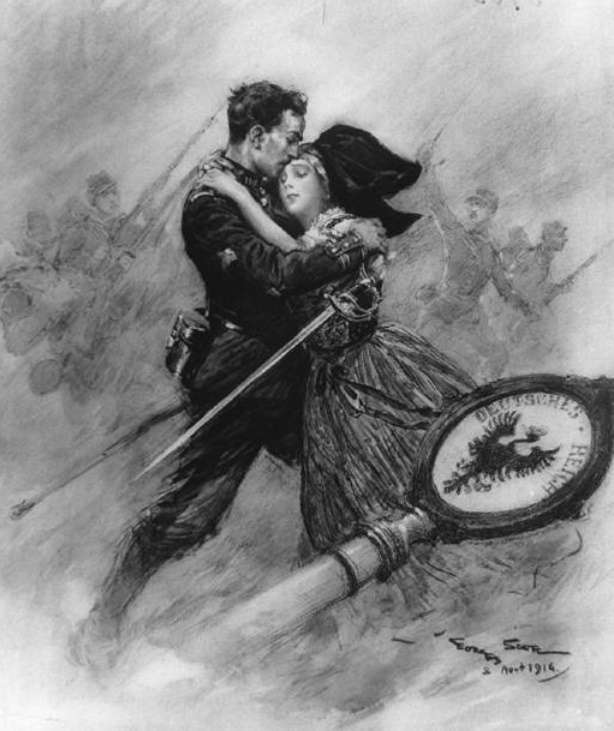
『アルザスにて！』 （1914年）
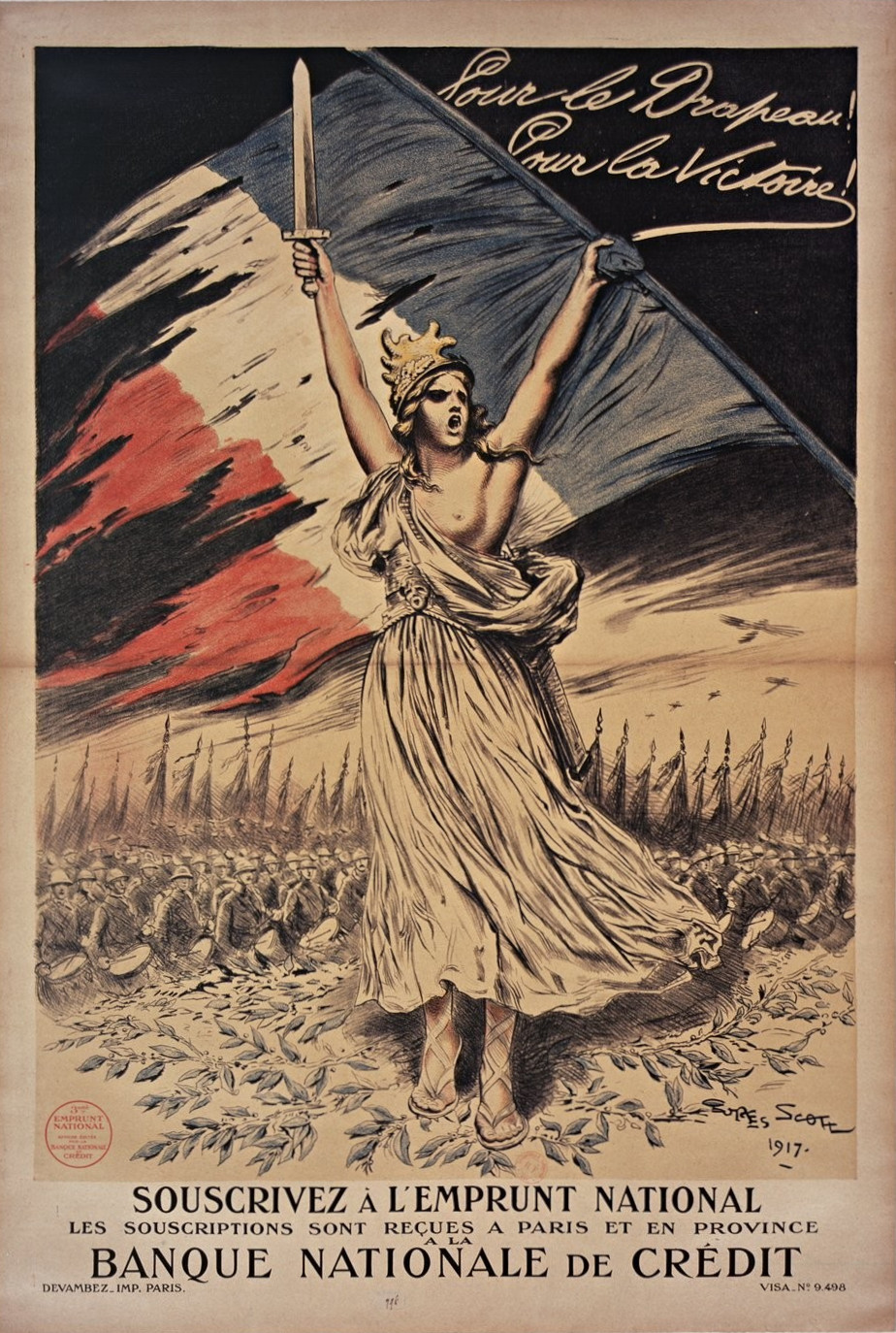
戦時公債募集ポスター （1917年）
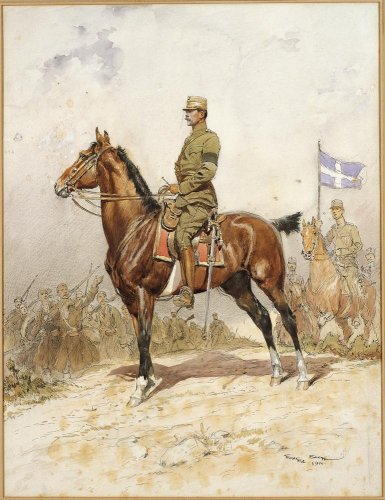
『コンスタンティノス1世』 （1914年）
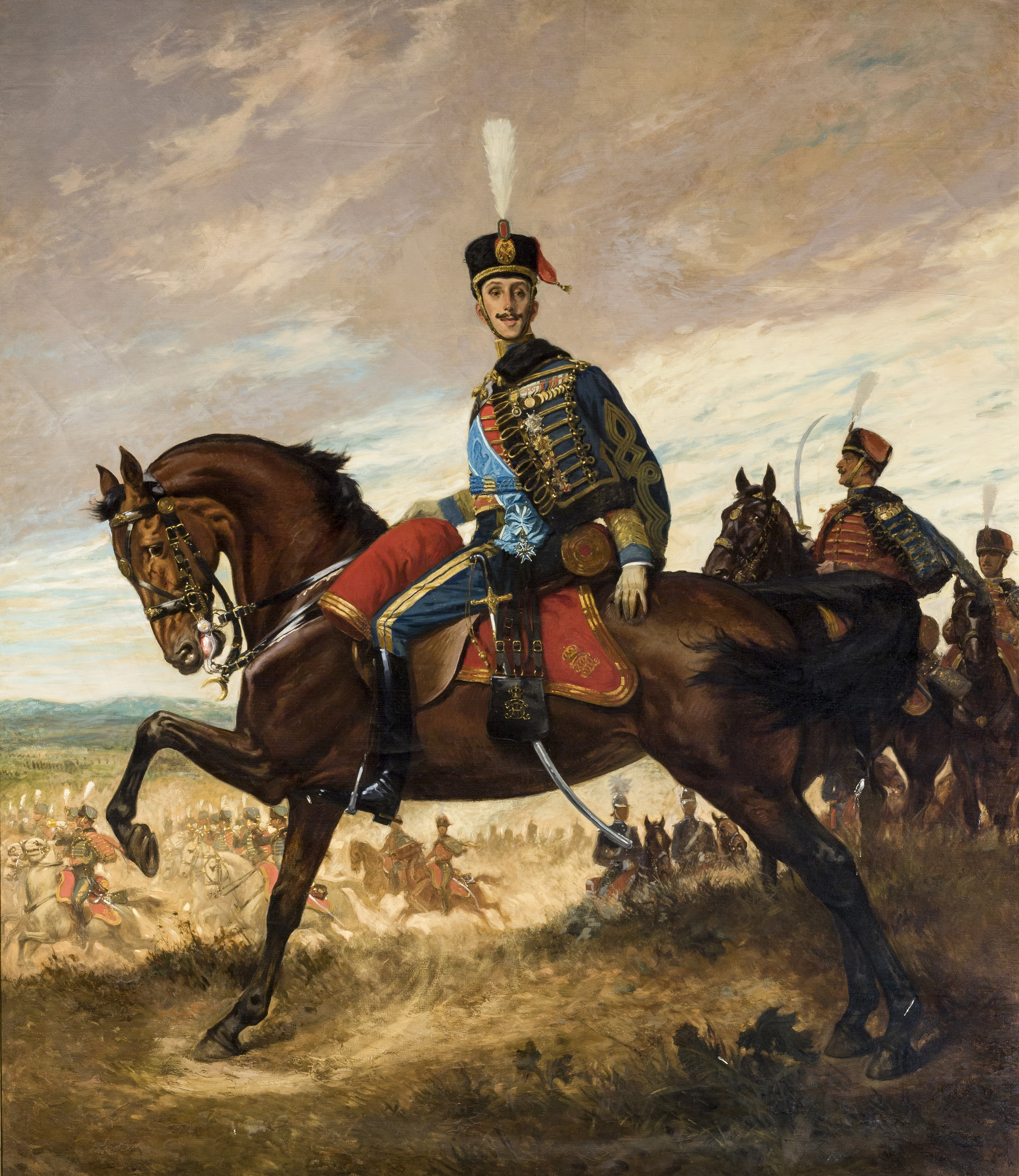
『アルフォンソ13世』 （1923年）
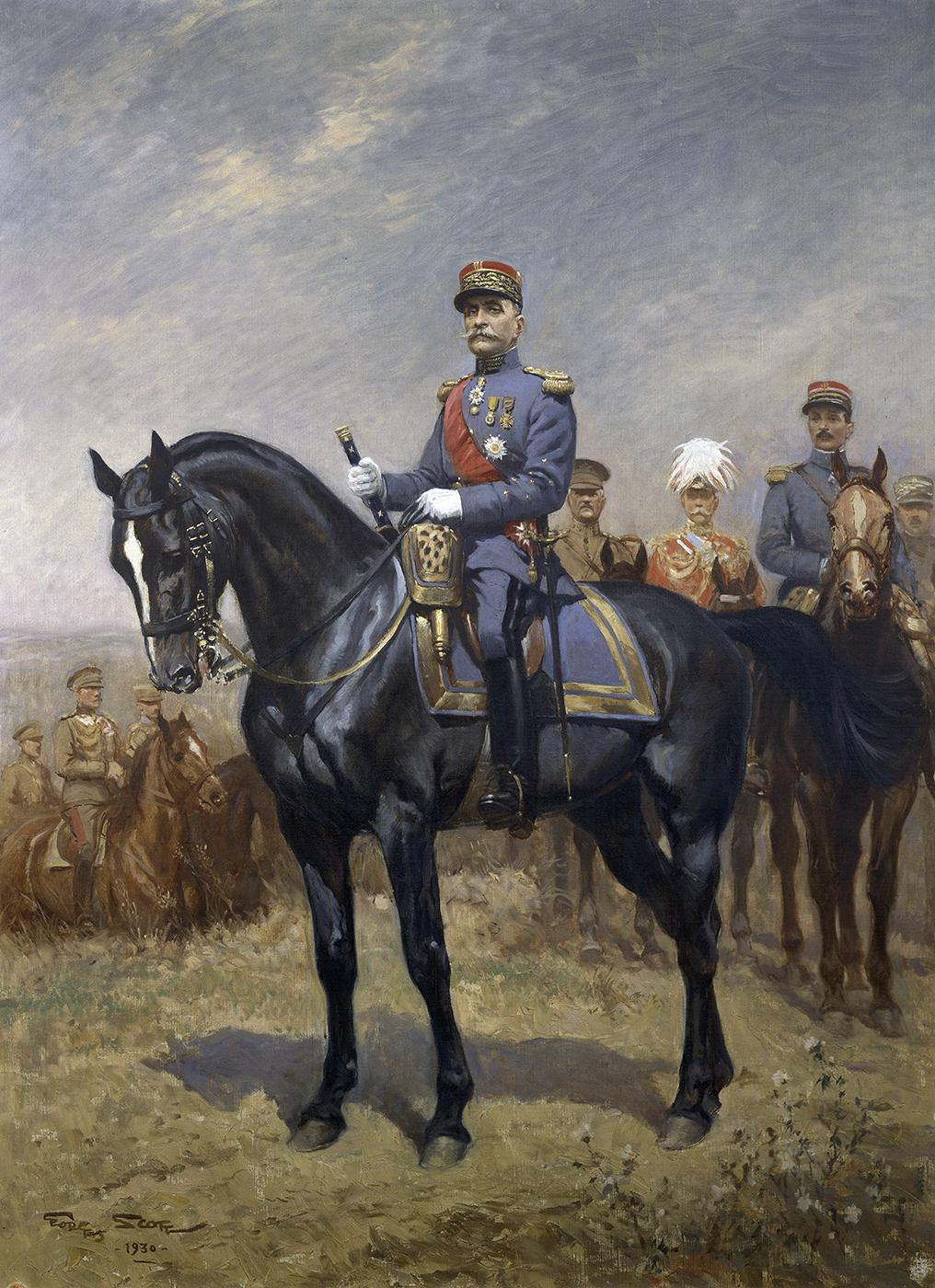
『F・フォッシュ』 （1930年）